# Arondismentul Fort-de-France
Arondismentul Fort-de-France (în franceză Arrondissement de Fort-de-France) este un arondisment din Martinica, Franța.

## Subdiviziuni

### Cantoane
- Cantonul Fort-de-France-1
- Cantonul Fort-de-France-2
- Cantonul Fort-de-France-3
- Cantonul Fort-de-France-4
- Cantonul Fort-de-France-5
- Cantonul Fort-de-France-6
- Cantonul Fort-de-France-7
- Cantonul Fort-de-France-8
- Cantonul Fort-de-France-9
- Cantonul Fort-de-France-10
- Cantonul Le Lamentin-1
- Cantonul Le Lamentin-2
- Cantonul Le Lamentin-3
- Cantonul Saint-Joseph
- Cantonul Schœlcher-1
- Cantonul Schœlcher-2

### Comune
| 1. Fort-de-France (97209) | 2. Le Lamentin (97213) | 3. Saint-Joseph (97224) | 4. Schoelcher (97229) |